# Évolution du collège épiscopal français en 2023
Liste des évêques français
- 2019
- 2020
- 2021
- 2022
- 2023
- 2024
- 2025
- 2026
- 2027

Cette page a pour but de présenter les évolutions intervenues au sein du collège épiscopal français au cours de l'année 2023, ainsi que la situation des évêques des diocèses de France métropolitaine et d'outre-mer, mais également des évêques français exerçant pour la curie romaine ou pour des diocèses étrangers au 31 décembre 2023.

## Évolution du1erjanvier au 31 décembre 2023
L'année 2023 aura été marquée en particulier par les nominations des nouveaux archevêques de Lille, de Chambéry, d'Albi, par la création des cardinaux François-Xavier Bustillo et Christophe Pierre, les décès de Jacques Gaillot et de Didier Berthet et la démission de Luc Ravel. 
| Date              | Événement                                                | Titre                                                                                   |
| ----------------- | -------------------------------------------------------- | --------------------------------------------------------------------------------------- |
| 3 janvier 2023    | Nomination de Benoît Rivière                             | Administrateur apostolique du diocèse de Nevers                                         |
| 15 janvier 2023   | Installation d'Alain Guellec                             | Évêque de Montauban                                                                     |
| 22 janvier 2023   | Ordination épiscopale de Jean Bondu                      | Évêque titulaire de Vaison Évêque auxiliaire de Rennes, Dol et Saint-Malo               |
| 28 janvier 2023   | Nomination d'Aldo Berardi                                | Vicaire apostolique d'Arabie septentrionale                                             |
| 9 mars 2023       | Nomination de Loïc Lagadec                               | Évêque titulaire de Carpentras Évêque auxiliaire de Lyon                                |
| 18 mars 2023      | Ordination épiscopale et installation d'Aldo Berardi     | Vicaire apostolique d'Arabie septentrionale                                             |
| 31 mars 2023      | Démission d'Alain Planet                                 | Évêque émérite de Carcassonne et Narbonne                                               |
| 31 mars 2023      | Nomination de Bruno Valentin                             | Évêque de Carcassonne et Narbonne                                                       |
| 1er avril 2023    | Nomination de Laurent Le Boulc'h                         | Archevêque métropolitain de Lille                                                       |
| 3 avril 2023      | Nomination de Philippe Guiougou                          | Évêque de Basse-Terre et Pointe-à-Pitre                                                 |
| 3 avril 2023      | Nomination de Jean-Pierre Vuillemin                      | Évêque du Mans                                                                          |
| 4 avril 2023      | Inauguration épiscopale de Bruno Valentin                | Évêque de Carcassonne et Narbonne                                                       |
| 6 avril 2023      | Démission de Jean-Louis Papin                            | Évêque émérite de Nancy-Toul Primat émérite de Lorraine                                 |
| 6 avril 2023      | Nomination de Pierre-Yves Michel                         | Évêque de Nancy-Toul Primat de Lorraine                                                 |
| 11 avril 2023     | Nomination de Thierry Scherrer                           | Évêque de Perpignan-Elne                                                                |
| 12 avril 2023     | Mort de Jacques Gaillot                                  | Évêque titulaire de Parténia                                                            |
| 30 avril 2023     | Ordination épiscopale de Loïc Lagadec                    | Évêque titulaire de Carpentras Évêque auxiliaire de Lyon                                |
| 11 mai 2023       | Nomination de Thibault Verny                             | Archevêque de Chambéry, Maurienne et Tarentaise                                         |
| 18 mai 2023       | Installation de Pierre-Yves Michel                       | Évêque de Nancy-Toul Primat de Lorraine                                                 |
| 20 mai 2023       | Installation de Laurent Le Boulc'h                       | Archevêque métropolitain de Lille                                                       |
| 21 mai 2023       | Installation de Jean-Pierre Vuillemin                    | Évêque du Mans                                                                          |
| 22 mai 2023       | Nomination de Nicolas Thévenin                           | Nonce apostolique en Oman (en)                                                          |
| 27 mai 2023       | Démission de Luc Ravel                                   | Archevêque émérite de Strasbourg                                                        |
| 27 mai 2023       | Nomination de Philippe Ballot                            | Administrateur apostolique de l'archidiocèse de Strasbourg                              |
| 2 juin 2023       | Démission de Christian Nourrichard                       | Évêque émérite d'Évreux                                                                 |
| 2 juin 2023       | Nomination d'Olivier de Cagny                            | Évêque d'Évreux                                                                         |
| 18 juin 2023      | Installation de Thierry Scherrer                         | Évêque de Perpignan-Elne                                                                |
| 22 juin 2023      | Nomination de François Jacolin                           | Administrateur apostolique du diocèse de La Rochelle et Saintes                         |
| 26 juin 2023      | Nomination d'Étienne Vető                                | Évêque titulaire de Thérouanne Évêque auxiliaire de Reims                               |
| 26 juin 2023      | Démission de Thierry Brac de La Perrière                 | Évêque de Nevers                                                                        |
| 26 juin 2023      | Nomination de Thierry Brac de La Perrière                | Évêque titulaire de Senez Évêque auxiliaire de Lyon                                     |
| 26 juin 2023      | Démission de Jean-Pierre Batut                           | Évêque de Blois                                                                         |
| 26 juin 2023      | Nomination de Jean-Pierre Batut                          | Évêque titulaire de Maillezais Évêque auxiliaire de Toulouse                            |
| 9 juillet 2023    | Ordination épiscopale de Philippe Guiougou               | Évêque de Basse-Terre et Pointe-à-Pitre                                                 |
| 10 juillet 2023   | Installation de Philippe Guiougou                        | Évêque de Basse-Terre et Pointe-à-Pitre                                                 |
| 19 juillet 2023   | Démission de Gilbert Aubry                               | Évêque émérite de Saint-Denis de La Réunion                                             |
| 19 juillet 2023   | Nomination de Pascal Chane-Teng                          | Évêque de Saint-Denis de La Réunion                                                     |
| 5 août 2023       | Nomination de Grégoire Cador                             | Évêque de Coutances et Avranches                                                        |
| 18 août 2023      | Démission de Jean Legrez                                 | Archevêque émérite d'Albi, Castres et Lavaur                                            |
| 18 août 2023      | Nomination de Jean-Louis Balsa                           | Archevêque d'Albi, Castres et Lavaur                                                    |
| 19 août 2023      | Démission d'Hubert Herbreteau                            | Évêque émérite d'Agen                                                                   |
| 19 août 2023      | Nomination de Pierre-Marie Carré                         | Administrateur apostolique du diocèse d'Agen                                            |
| 27 août 2023      | Installation de Thibault Verny                           | Archevêque de Chambéry, Maurienne et Tarentaise                                         |
| 27 août 2023      | Mort de Maurice Fréchard                                 | Archevêque émérite d'Auch, Condom, Lectoure et Lombez                                   |
| 8 septembre 2023  | Mort de Didier Berthet                                   | Évêque de Saint-Dié                                                                     |
| 9 septembre 2023  | Ordination épiscopale et installation d'Olivier de Cagny | Évêque d'Évreux                                                                         |
| 9 septembre 2023  | Ordination épiscopale d'Étienne Vető                     | Évêque titulaire de Thérouanne Évêque auxiliaire de Reims                               |
| 10 septembre 2023 | Installation de Jean-Pierre Batut                        | Évêque titulaire de Maillezais Évêque auxiliaire de Toulouse                            |
| 17 septembre 2023 | Installation de Jean-Louis Balsa                         | Archevêque d'Albi, Castres et Lavaur                                                    |
| 30 septembre 2023 | Création du cardinal Christophe Pierre                   | Cardinal-diacre de San Benedetto fuori Porta San Paolo Nonce apostolique aux États-Unis |
| 30 septembre 2023 | Création du cardinal François-Xavier Bustillo            | Cardinal-prêtre de Santa Maria Immacolata di Lourdes a Boccea Évêque d'Ajaccio          |
| 14 octobre 2023   | Mort de Jean-Charles Thomas                              | Évêque émérite de Versailles                                                            |
| 15 octobre 2023   | Ordination épiscopale de Pascal Chane-Teng               | Évêque de Saint-Denis de La Réunion                                                     |
| 15 octobre 2023   | Ordination épiscopale et installation de Grégoire Cador  | Évêque de Coutances et Avranches                                                        |
| 17 octobre 2023   | Nomination d'Emmanuel Tois                               | Évêque titulaire de Vertara (de) Évêque auxiliaire de Paris                             |
| 18 octobre 2023   | Installation de Pascal Chane-Teng                        | Évêque de Saint-Denis de La Réunion                                                     |
| 28 octobre 2023   | Nomination de Benoît Gschwind                            | Évêque de Pamiers, Couserans et Mirepoix                                                |
| 9 novembre 2023   | Mort de François Bacqué                                  | Archevêque titulaire de Gradisca (de) Nonce apostolique émérite aux Pays-Bas (en)       |
| 17 novembre 2023  | Ordination épiscopale d'Emmanuel Tois                    | Évêque titulaire de Vertara (de) Évêque auxiliaire de Paris                             |
| 21 novembre 2023  | Nomination de François Touvet                            | Évêque coadjuteur de Fréjus-Toulon                                                      |
| 23 novembre 2023  | Mort de Guy Romano                                       | Évêque émérite de Niamey                                                                |
| 26 novembre 2023  | Ordination épiscopale de Benoît Gschwind                 | Évêque de Pamiers, Couserans et Mirepoix                                                |
| 3 décembre 2023   | Installation de Benoît Gschwind                          | Évêque de Pamiers, Couserans et Mirepoix                                                |
| 21 décembre 2023  | Démission de Jean Laffitte                               | Prélat émérite de l'ordre souverain de Malte                                            |

Soit pour l'année 2023 :
- Vingt nominations dont 
  - Huit nominations de nouveaux évêques en France
  - Dix transferts d'évêques
  - Une nomination d'évêque français au service d'un diocèse étranger
  - Une nomination d'évêque français au service du Saint-Siège
- Dix ordinations épiscopales
- Dix démissions
- Six décès

## Situation des évêques français au 31 décembre 2023

### France métropolitaine
- Agen : vacant ; Pierre-Marie Carré, administrateur apostolique ; Hubert Herbreteau, évêque émérite
- Aire et Dax : Nicolas Souchu ; Hervé Gaschignard, évêque émérite
- Aix-en-Provence et Arles : Christian Delarbre, archevêque ; Christophe Dufour, archevêque émérite
- Ajaccio : cardinal François-Xavier Bustillo
- Albi, Castres et Lavaur : Jean-Louis Balsa, archevêque ; Jean Legrez, archevêque émérite
- Amiens : Gérard Le Stang
- Angers : Emmanuel Delmas
- Angoulême : Hervé Gosselin ; Claude Dagens, évêque émérite
- Annecy : Yves Le Saux ; Yves Boivineau, évêque émérite
- Arras, Boulogne sur Mer et Saint Omer : Olivier Leborgne ; Jean-Paul Jaeger, évêque émérite
- Auch, Condom, Lectoure et Lombez : Bertrand Lacombe, archevêque ; Maurice Gardès, archevêque émérite
- Autun, Chalon et Mâcon : Benoît Rivière
- Avignon : François Fonlupt, archevêque ; Jean-Pierre Cattenoz, archevêque émérite
- Bayeux et Lisieux : Jacques Habert ; Jean-Claude Boulanger, évêque émérite
- Bayonne, Lescar et Oloron : Marc Aillet ; Pierre Molères, évêque émérite
- Beauvais, Noyon et Senlis : Jacques Benoit-Gonnin
- Belfort-Montbéliard : Denis Jachiet ; Claude Schockert, évêque émérite
- Belley-Ars : Pascal Roland ; Guy Bagnard, évêque émérite
- Besançon : Jean-Luc Bouilleret, archevêque métropolitain
- Blois : vacant ; Maurice de Germiny, évêque émérite
- Bordeaux et Bazas : Jean-Paul James, archevêque métropolitain ; Jean-Marie Le Vert, évêque auxiliaire ; cardinal Jean-Pierre Ricard, archevêque émérite
- Bourges : Jérôme Beau, archevêque ; Armand Maillard, archevêque émérite ; Hubert Barbier, archevêque émérite
- Cahors : Laurent Camiade
- Cambrai : Vincent Dollmann, archevêque
- Carcassonne et Narbonne : Bruno Valentin ; Alain Planet, évêque émérite ; Jacques Despierre, évêque émérite
- Châlons-en-Champagne : vacant ; Gilbert Louis, évêque émérite
- Chambéry, Maurienne et Tarentaise : Thibault Verny, archevêque
- Chartres : Philippe Christory
- Clermont : François Kalist, archevêque métropolitain
- Coutances et Avranches : Grégoire Cador
- Créteil : Dominique Blanchet ; Michel Santier, évêque émérite
- Digne-les-Bains, Riez et Sisteron : Emmanuel Gobilliard ; François-Xavier Loizeau, évêque émérite
- Dijon : Antoine Hérouard, archevêque métropolitain ; Roland Minnerath, archevêque émérite
- Évreux : Olivier de Cagny ; Christian Nourrichard, évêque émérite
- Évry-Corbeil-Essonnes : Michel Pansard ; Michel Dubost, évêque émérite ;
- Fréjus-Toulon : Dominique Rey ; François Touvet, évêque coadjuteur
- Gap et Embrun : Xavier Malle ; Jean-Michel Di Falco, évêque émérite
- Grenoble-Vienne : Jean-Marc Eychenne
- Langres : Joseph de Metz-Noblat ; Philippe Gueneley, évêque émérite
- La Rochelle et Saintes : François Jacolin, administrateur apostolique ; Georges Colomb ; Bernard Housset, évêque émérite
- Laval : vacant
- Le Havre : Jean-Luc Brunin
- Le Mans : Jean-Pierre Vuillemin
- Le Puy-en-Velay : Yves Baumgarten
- Lille : Laurent Le Boulc'h, archevêque métropolitain ; Gérard Defois, archevêque-évêque émérite ; Gérard Coliche, évêque auxiliaire émérite
- Limoges : Pierre-Antoine Bozo
- Luçon : François Jacolin ; Alain Castet, évêque émérite
- Lyon : Olivier de Germay, archevêque métropolitain ; Thierry Brac de La Perrière, évêque auxiliaire ; Loïc Lagadec, évêque auxiliaire ; Patrick Le Gal, évêque auxiliaire ; cardinal Philippe Barbarin, archevêque émérite
- Marseille : cardinal Jean-Marc Aveline, archevêque métropolitain ; Georges Pontier, archevêque émérite
- Meaux : Jean-Yves Nahmias ; Guillaume Leschallier de Lisle, évêque auxiliaire
- Mende : Benoît Bertrand
- Metz : Philippe Ballot, archevêque; Jean-Christophe Lagleize, évêque émérite ; Pierre Raffin, évêque émérite
- Montauban : Alain Guellec ; Bernard Ginoux, évêque émérite ; Jacques de Saint-Blanquat, évêque émérite
- Montpellier, Lodève, Béziers, Agde et Saint-Pons-de-Thomières : Norbert Turini, archevêque métropolitain ; Pierre-Marie Carré, archevêque émérite ; Guy Thomazeau, archevêque émérite
- Moulins : Marc Beaumont
- Nancy-Toul : Pierre-Yves Michel ; Jean-Louis Papin, évêque émérite
- Nanterre : Matthieu Rougé ; Gérard Daucourt, évêque émérite
- Nantes : Laurent Percerou ; Georges Soubrier, évêque émérite
- Nevers : vacant ; Benoît Rivière, administrateur apostolique
- Nice : Jean-Philippe Nault ; André Marceau, évêque émérite ; Louis Sankalé, évêque émérite ; Jean Bonfils, évêque émérite
- Nîmes, Uzès et Alès : Nicolas Brouwet ; Robert Wattebled, évêque émérite
- Orléans : Jacques Blaquart ; André Fort, évêque émérite
- Pamiers, Couserans et Mirepoix : Benoît Gschwind
- Paris : Laurent Ulrich, archevêque métropolitain ; Philippe Marsset, évêque auxiliaire ; Emmanuel Tois, évêque auxiliaire ; Michel Aupetit, archevêque émérite ; cardinal André Vingt-Trois, archevêque émérite
- Périgueux et Sarlat : Philippe Mousset ; Michel Mouïsse, évêque émérite
- Perpignan-Elne : Thierry Scherrer
- Poitiers : Pascal Wintzer, archevêque métropolitain ; Albert Rouet, archevêque émérite
- Pontoise : Stanislas Lalanne
- Quimper, Cornouailles et Léon : Laurent Dognin
- Reims : Eric de Moulins-Beaufort, archevêque métropolitain ; Étienne Vető, évêque auxiliaire ; Thierry Jordan, archevêque émérite ; Joseph Boishu, évêque auxiliaire émérite
- Rennes, Dol et Saint-Malo : Pierre d'Ornellas, archevêque métropolitain ; Jean Bondu, évêque auxiliaire
- Rodez et Vabres : Luc Meyer
- Rouen : Dominique Lebrun, archevêque métropolitain ; Jean-Charles Descubes, archevêque émérite
- Saint-Brieuc et Tréguier : Denis Moutel ; Lucien Fruchaud, évêque émérite
- Saint-Claude : Jean-Luc Garin
- Saint-Denis : Pascal Delannoy
- Saint-Dié : vacant ; Jean-Paul Mathieu, évêque émérite ; Paul-Marie Guillaume, évêque émérite
- Saint-Étienne : Sylvain Bataille
- Saint-Flour : Didier Noblot ; Bruno Grua, évêque émérite
- Séez : Bruno Feillet
- Sens-Auxerre : Hervé Giraud, archevêque ; Yves Patenôtre, archevêque émérite ; Georges Gilson, archevêque émérite
- Soissons, Laon et Saint-Quentin : Renauld de Dinechin
- Strasbourg : vacant ; Philippe Ballot, administrateur apostolique ; Christian Kratz, évêque auxiliaire ; Gilles Reithinger, évêque auxiliaire ; Luc Ravel, archevêque émérite ; Jean-Pierre Grallet, archevêque émérite ; Joseph Doré, archevêque émérite
- Tarbes et Lourdes : Jean-Marc Micas ; Jacques Perrier, évêque émérite
- Toulouse, Comminges et Rieux : Guy de Kerimel, archevêque métropolitain ; Jean-Pierre Batut, évêque auxiliaire ; Robert Le Gall, archevêque émérite ; Émile Marcus, archevêque émérite
- Tours : Vincent Jordy, archevêque métropolitain ; Bernard-Nicolas Aubertin, archevêque émérite
- Troyes : Alexandre Joly ; Marc Stenger, évêque émérite
- Tulle : Francis Bestion ; Bernard Charrier, évêque émérite
- Valence, Die et Saint-Paul-Trois-Châteaux : vacant
- Vannes : Raymond Centène
- Verdun : Jean-Paul Gusching ; François Maupu, évêque émérite
- Versailles : Luc Crepy ; Éric Aumonier, évêque émérite
- Viviers : vacant ; Jean-Louis Balsa, administrateur apostolique ; François Blondel, évêque émérite

- Armées françaises : Antoine de Romanet
- Mission de France : Hervé Giraud, prélat ; Yves Patenôtre, prélat émérite ; Georges Gilson, prélat émérite

### France d'outre-mer
- Basse-Terre et Pointe-à-Pitre : Philippe Guiougou ; Jean-Yves Riocreux, évêque émérite
- Cayenne : Alain Ransay ; Emmanuel Lafont, évêque émérite
- Mayotte : Charles Mahuza Yava, S.D.S., vicaire apostolique
- Saint-Denis de La Réunion : Pascal Chane-Teng ; Gilbert Aubry, évêque émérite
- Saint-Pierre et Fort-de-France : David Macaire, archevêque métropolitain ; Michel Méranville, archevêque émérite
- Nouméa : Michel-Marie Calvet, archevêque métropolitain
- Papeete : Jean-Pierre Cottanceau, archevêque métropolitain
- Taiohae : Pascal Chang-Soi ; Guy Chevalier, évêque émérite
- Wallis-et-Futuna : Susitino Sionepoe ; Ghislain de Rasilly, évêque émérite

### Églises orientales en France
- Éparchie Notre-Dame-du-Liban de Paris des Maronites : Peter Karam, administrateur apostolique ; Nasser Gemayel
- Éparchie Saint-Vladimir-le-Grand de Paris des Ukrainiens : vacant ; Hlib Lonchyna, administrateur apostolique
- Éparchie Sainte-Croix-de-Paris des Arméniens : Élie Yéghiayan ; Jean Teyrouz, évêque émérite
- Ordinariat de France des catholiques orientaux : Laurent Ulrich

### Au service du Saint-Siège
Plusieurs évêques français exercent des fonctions dans les services diplomatiques du Saint-Siège ou dans les différents organismes de la Curie romaine.
- Tribunal suprême de la signature apostolique : cardinal Dominique Mamberti, préfet
- Archives secrètes du Vatican et Bibliothèque apostolique vaticane : Jean-Louis Bruguès, archiviste et bibliothécaire émérite
- Congrégation pour le clergé : Joël Mercier, secrétaire émérite
- Conseil pontifical pour la culture : cardinal Paul Poupard, président émérite

- Service diplomatique : André Dupuy, nonce apostolique émérite ; Jean-Paul Gobel, nonce apostolique émérite
- Nonciature apostolique en Égypte, nonciature apostolique en  Oman (en) et délégué apostolique auprès de la  Ligue arabe : Nicolas Thévenin, nonce apostolique
- Nonciature apostolique aux États-Unis : cardinal Christophe Pierre, nonce apostolique
- Nonciature apostolique en Slovénie et délégué apostolique au  Kosovo : Jean-Marie Speich, nonce apostolique
- Ordre souverain de Malte : Jean Laffitte, prélat émérite

### Au service de diocèses étrangers

#### Afrique
- Algérie - Alger : Jean-Paul Vesco, OP, archevêque métropolitain ; Paul Desfarges, SJ, archevêque émérite
- Algérie - Constantine : Nicolas Lhernould
- Algérie - Laghouat-Ghardaïa : Claude Rault, M.Afr, évêque émérite
- Algérie - Oran : Alphonse Georger, évêque émérite
- République du Congo - Impfondo : Jean Gardin, CSSp, évêque émérite
- République du Congo - Ouesso : Yves Monot, CSSp, évêque émérite
- Gabon - Makokou : Joseph Koerber, CSSp, vicaire apostolique émérite
- Gabon - Mouila (en) : Dominique Bonnet, CSSp, évêque émérite
- Maroc - Rabat : Vincent Landel, SCJ Béth, archevêque émérite
- Niger - Niamey : Michel Cartatéguy, SMA, archevêque émérite
- Tchad - Mongo : Henri Coudray, SJ, vicaire apostolique émérite
- Tchad - N'Djaména : Charles Vandame, SJ, archevêque émérite

#### Amérique du Sud
- Brésil - Santissima Conceição do Araguaia : Dominique You
- Brésil - Viana (en) : Xavier de Maupeou, évêque émérite

#### Asie - Océanie
- Bahreïn - Arabie septentrionale : Aldo Berardi, O.SS.T., vicaire apostolique
- Cambodge - Phnom-Penh : Olivier Schmitthaeusler, MEP, vicaire apostolique
- Corée du Sud - Andong : René Dupont, MEP, évêque émérite

#### Europe
- Estonie - Estonie : Philippe Jourdan, administrateur apostolique
- Monaco - Monaco : Dominique-Marie David, archevêque
- Turquie - Istanbul : Louis Pelâtre, AA, vicaire apostolique émérite

### Autres situations
- Pierre-Marie Gaschy et Lucien Fischer, vicaires apostoliques émérites des îles Saint-Pierre et Miquelon, vicariat apostolique supprimé en 2018.
- Bernard Tissier de Mallerais, évêque auxiliaire de la Fraternité sacerdotale Saint-Pie-X.